# Parasemidalis principiae
Parasemidalis principiae is een insect uit de familie van de dwerggaasvliegen (Coniopterygidae), die tot de orde netvleugeligen (Neuroptera) behoort. 
De wetenschappelijke naam Parasemidalis principiae is voor het eerst geldig gepubliceerd door Sziráki & Greve in 2001.
De soort komt voor in Chili en het noordwesten van Argentinië.